# Изолучено оружје
Изолучене, олучне, жлебне или ижлебљене цеви, у широкој употреби од половине 19. века, како за ручно ватрено оружје тако и за артиљеријска оруђа. За разлику од глатких цеви, олучне цеви дају пројектилу ротацију око уздужне осе (паралелно са осом цеви), што повећава прецизност и домет пројектила.

## Еволуција
Изолучене, олучне, жлебне или ижлебљене цеви почеле су се, као покушаји, примењивати још од појаве првог ватреног оружја. На израду олучних цеви прешло се почетком 19. века, када се увидело да се оружјем са таквим цевима може постићи већа прецизност гађања и за једну трећину већи домет него оружјем са глатким цевима.
Канал цеви ватреног оружја дели се на водиште пројектила (највећи део цеви) и барутну комору. Олучне цеви имају између та два дела тзв. прелазни конус, на који належе део пројектила за урезивање у олуке.

### Пушке
Олучне цеви су најпре уведене за пушке. У почетку их је било два типа: спредњаче које су се пуниле сферним оловним пројектилима (нпр. француски карарабин Делавињ из 1838) или дугуљастим пројектилима (француска пушка Миње и аустријска пушка Лоренц), и острагуше (пруска пушка Драјзе из 1840). После 1860. у свим државама уведене су острагуше са изолученим цевима. Пушчане олучне цеви израђиване су најпре од кованог и ливеног гвожђа, а потом од челика.

### Артиљеријска оруђа
Италијан Ђ. Кавали и Швеђанин Варендорф конструисали су 1846. прве артиљеријске олучне цеви. Ускоро затим, оруђа са таквим цевима почеле су уводити све државе: Француска 1855 (најпре у бродској, а 1858. у земљској артиљерији), Пруска и Аустрија 1859, Русија и Велика Британија 1860. Осим пруских и британских све друге прве олучне цеви пуниле су се спреда. Руси су артиљеријска оруђа која се пуне отпозади почели да производе 1867, Швајцарци и Шпанци 1868, Французи 1873, Аустријанци 1875. Све су се пуниле дугуљастим пројектилима са оловном кошуљицом која се усецала у олуке и давала пројектилу обртно кретање. У почетку број олука био је мали (2—6). Поред тога, олуци су били релативно дубоки. Око 1887. све државе су усвојиле цеви са многобројним плитким олуцима и пројектиле са бакреним водећим прстеном уместо са оловном кошуљицом. Артиљеријске олучне цеви израђиване су најпре од бронзе, ређе од ливеног гвожђа, а убрзо затим од челика (Пруска је већ у рату са Аустријом 1866. имала топове са челичним цевима). Изузетак је била Аустроугарска, где су се цеви још дуго израђивале од бронзе, и Русија (до 1877), али само за лака оруђа.